# Mary de Bohun

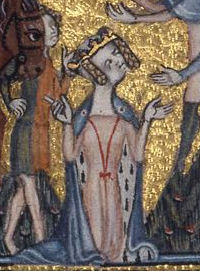
Mary de Bohun, dargestellt in ihrem um 1380 gestalteten Psalter.

Mary de Bohun LG (* um 1369; † 4. Juni 1394) war eine englische Adlige. Sie war die erste Frau von Henry Bolingbroke, dem späteren König Heinrich IV. von England, und die Mutter von König Heinrich V. von England. Sie war niemals Königin, da sie vor der Thronbesteigung ihres Mannes starb.
Mary de Bohun entstammte der ursprünglich anglonormannischen Familie Bohun. Sie war die Tochter von Humphrey de Bohun, 7. Earl of Hereford und von dessen Frau Joan FitzAlan. Sie heiratete Heinrich, der damals noch Bolingbroke genannt wurde, 1380 oder 1381. Sie und ihre ältere Schwester Eleanor, die Frau von Heinrichs Onkel Thomas of Woodstock, waren als Erbtöchter begehrte Partien. Heinrich Bolingbroke wurde als Nachfolger seines Schwiegervaters Graf von Northampton und Hereford, Thomas Woodstock erhielt die Grafschaft Essex. Außerdem erbten sie den reichen Besitz der de Bohun.
Mary und Henry Bolingbroke hatten sieben Kinder:
- Edward, geboren und gestorben im April 1382
- Heinrich (* 16. September 1387; † 31. August 1422), König von England
- Thomas of Lancaster, 1. Duke of Clarence (* 29. September 1388; † 22. März 1421)
- John of Lancaster, 1. Duke of Bedford (* 20. Juni 1389; † 14. September 1435)
- Humphrey, Duke of Gloucester (* 3. Oktober 1390; † 23. Februar 1447)
- Blanche (* 1392; † 22. Mai 1409) ⚭ Ludwig III. von der Pfalz
- Philippa (* 4. Juni 1394; † 5. Januar 1430) ⚭ Erich von Pommern.

Mary starb an den Folgen von Philippas Geburt, bestattet wurde sie in St. Mary’s Church in Leicester.